# 清水希容
清水希容（日语：／ Shimizu Kiyou，1993年12月7日—），生於大阪府吹田市，日本女子空手道運動員。2020年夏季奧林匹克運動會，她在空手道女子個人形項目取得银牌。